# أنتي زانتيك
أنتي زانتيك، من (و. 28 ديسمبر 1936-ت.18 ديسمبر 2014)، لاعب كرة قدم يوغسلافي سابق.
لعب مع منتخب كرواتيا لكرة القدم ولعب مع منتخب يوغسلافيا لكرة القدم.

## روابط خارجية
- أنتي زانتيك على موقع الاتحاد الدولي (مؤرشف)  (الإنجليزية)
- أنتي زانتيك على موقع قاعدة بيانات كرة القدم.إي يو (الإنجليزية)
- أنتي زانتيك على موقع ناشيونال فوتبول تيمز (الإنجليزية)
- أنتي زانتيك على موقع أوليمبيديا (الإنجليزية)